# Capoideus cuprescens
Capoideus cuprescens är en insektsart som beskrevs av Naudé 1926. Capoideus cuprescens ingår i släktet Capoideus och familjen dvärgstritar. Inga underarter finns listade i Catalogue of Life.